# 遊覽完上水去屯門
遊覽完上水去屯門為2015年3月8日在香港新界上水、屯門及尖沙咀所發生的社會運動，由社交網絡群組在網上發起，原因為抗議香港境內水貨客問題，目標與自2012年9月起發動的光復上水站的原因相近，為2015年繼光復屯門、捍衛沙田及光復元朗後，第四次抗議香港境內水貨客問題活動。
示威者指控香港政府無視來自中國大陸的水貨客充斥著上水，涉嫌從事走私活動，同時使到物價膨脹以及商舖租金上升，位於市中心一帶的小商戶均被藥房及首飾店深受自由行歡迎的商店取代，嚴重影響居民生活。約20名網民響應社交網絡號召，到上水港鐵站集合。唯由於警員人數較示威者多數倍，加上沒有發起人號召遊行路線，到下午4時許示威者未有起步遊行已陸續散去，部分人號稱是響應網上號召前往屯門市中心一帶商場。到晚上7時，警方在V City天橋底包圍並拘捕4名示威者，示威者隨即散去。到晚上近10時，數十名示威人士又轉往尖沙咀一帶。期間有一些激進蒙面示威者高聲辱駡以及踢打疑似中國大陸旅客及其行李，部分店舖見狀暫時關門，恐防示威者進入店內，事件令他們無法正常營業。

## 經過

### 發起
2015年3月1日光復元朗發生後，網民發起3月8日下午分別在上水、沙田及旺角抗議水貨客，其中最具規模的「遊覽上水」有約200人聲言參與，行動發起人說會以遊人身份體驗區內居民感受。北區水貨客關注組及本土民主前線會有成員以個人身份參與「遊覽上水」。

### 等候
下午3時許，上水站外只有約20名示威者現身，有人埋怨指活動地點多次更改，「又話荃灣又話上水，無所適從，搞到記者多過示威者」。一名被稱為「美國隊長Andy」的人士在下午身穿印有龍獅圖案的T恤，在上水火車站出口揮舞龍獅旗，有大批市民圍觀。而在場有30多名記者採訪，另有約50名警員戒備，人數較示威者多數倍。
警方在港鐵站外就架設鐵馬，現場亦有多部警車，數十名軍裝及便衣警員在站外及對出的天橋監察，有軍裝警員帶著警告旗幟。警員一遇見疑似示威者，即上前進行截查，不少人更被搜查隨身物品。由於警員人數較示威者多數倍，到下午4時許，發起人在facebook更改活動資料，由「遊覽上水」變成「遊覽完上水去屯門」，示威者未有起步遊行已陸續散去，部分人號稱是響應網上號召前往屯門市中心商場。

### 前往屯門市中心多個商場示威
約50人下午4時許轉戰屯門市中心，在5時許在V City、屯門時代廣場及屯門市廣場商場內高呼「打擊水貨走私，取消一簽多行」、「愛祖國、用國貨」口號，有金舖職員見狀落閘，商場保案在旁監視。商場內有市民、租戶與示威者互相指駡。其中在V City周生生內，一名正在看金飾的梁姓中年男人遭指罵，他還擊說﹕「我是香港人，你為何罵我？」警方在屯門市廣場曾舉黃旗示警及出動警犬。

### 衝出馬路阻止跨境巴士開出
到晚上6時50分，示威者到屯門時代廣場對出的城巴B3X線跨境巴士站一帶抗議，有示威人士一度衝出馬路，並搬出鐵馬企圖阻止巴士開出。有示威人士拍打巴士車身、包圍內地旅客，並大叫「滾回中國」。2分鐘後警員迅速到場阻止，經勸喻後，示威人士返回行人路，現場交通回復正常。

### 警方突擊拘捕多名示威者 示威者隨即散去
到晚上7時，示威者步行前往屯門西鐵站時，一名準備到屯門公園唱歌的男居民，被示威者誤以為水貨客，拉扯其物品及手推車，最後遭推撞倒地，他說只是到公園玩音樂。到晚上7時10分，當示威者步行前往屯門西鐵站時，大批警員到場增援，組成長方盾陣和市民對峙，隨即拘捕4名年齡介乎13至21歲示威者，將一些示威者制服在地上，有部份示威者指罵警員，拒絕散去，警員持警棍、盾牌及胡椒噴霧戒備，同時又出動警犬、並上前進行截查以控制場面，示威者隨即散去。

### 數十名示威人士 轉往尖沙咀一帶被警方截停
晚上約9時，再有約30人響應網上號召轉到尖沙嘴鐘樓一帶示威，本土民主前線和熱血公民成員，以及教師林慧思等人加入。警方加強警力，遊行隊伍於9時20分出發，步行至天星碼頭附近，隨即被警方以人鏈方式包圍截停，油尖警區指揮官郭柏聰帶領警員詢問眾人目的地，其後宣布在場人士舉行非法集會，如不離開就採取拘捕行動。海港城商場外亦架起鐵馬，阻止示威人士進入，商場內的顧客不能以海旁的出入口進出。而星光行部分商戶落閘，警方之後以「公眾地方行為不檢」及「涉嫌煽動他人非法集結」為理由將兩名18及26歲的示威者帶上警車，有示威者被警員帶走時面部有傷痕，示威者約11時許散去。

## 拘捕
警方事後共拘捕6人，其中3男1女在屯門被捕，他們年齡介乎13歲至21歲，涉嫌襲警和妨礙警方執行職務，另有1名警員和市民受傷。至於其餘兩名18歲和26歲男子則在尖沙咀被捕，他們涉嫌在煽動其他人士參加非法集結及衝擊警方防線，在公眾地方行為不檢被捕。
其中三人被拘留逾一日後，3月10日早上在屯門裁判法院提堂，被告包括兩名16歲的男中學生，各被控一項襲警罪；另有一名21歲女大學生則被起訴阻差辦公罪，暫時毋須答辯。案件押後至5月5日繼續，三人獲准以3000元保釋外出，期間須遵守宵禁令，也禁止踏足屯門。是1997年回歸後首次有示威者因為示威行動而被宵禁。
裁判官李唯治表示，對三名年輕被告的行為感到失望，案情嚴重，認為近期反水貨客示威有成為嚴重罪行的趨勢。同時，他亦指遊客「過門都係客」，不應受到如此對待，港人自己外遊時也不會希望有相同遭遇。
3月11日警方再拘捕兩名涉案男子，涉「令一名內地女子擔心」及襲擊。其中一名陳姓47歲男子，就是涉嫌於3月8日在屯門參與「大罵母女」的「四眼男」。兩人暫時毋須答辯，案件押至5月5日再訊，期間控方取得法律指示及作進一步調查，兩人准以3,000元保釋外出，但不得進入屯門市中心。
3月13日，警方分別在油麻地及沙田，拘捕多兩名示威者男子，令涉案的被捕者增加至9人。兩人分別是一名34歲男子，以及14歲女童，兩人涉嫌在當晚到B3X線巴士站，將圍欄搬出馬路阻礙巴士駛走，涉嫌「公眾地方行為不檢」被捕。

## 影響

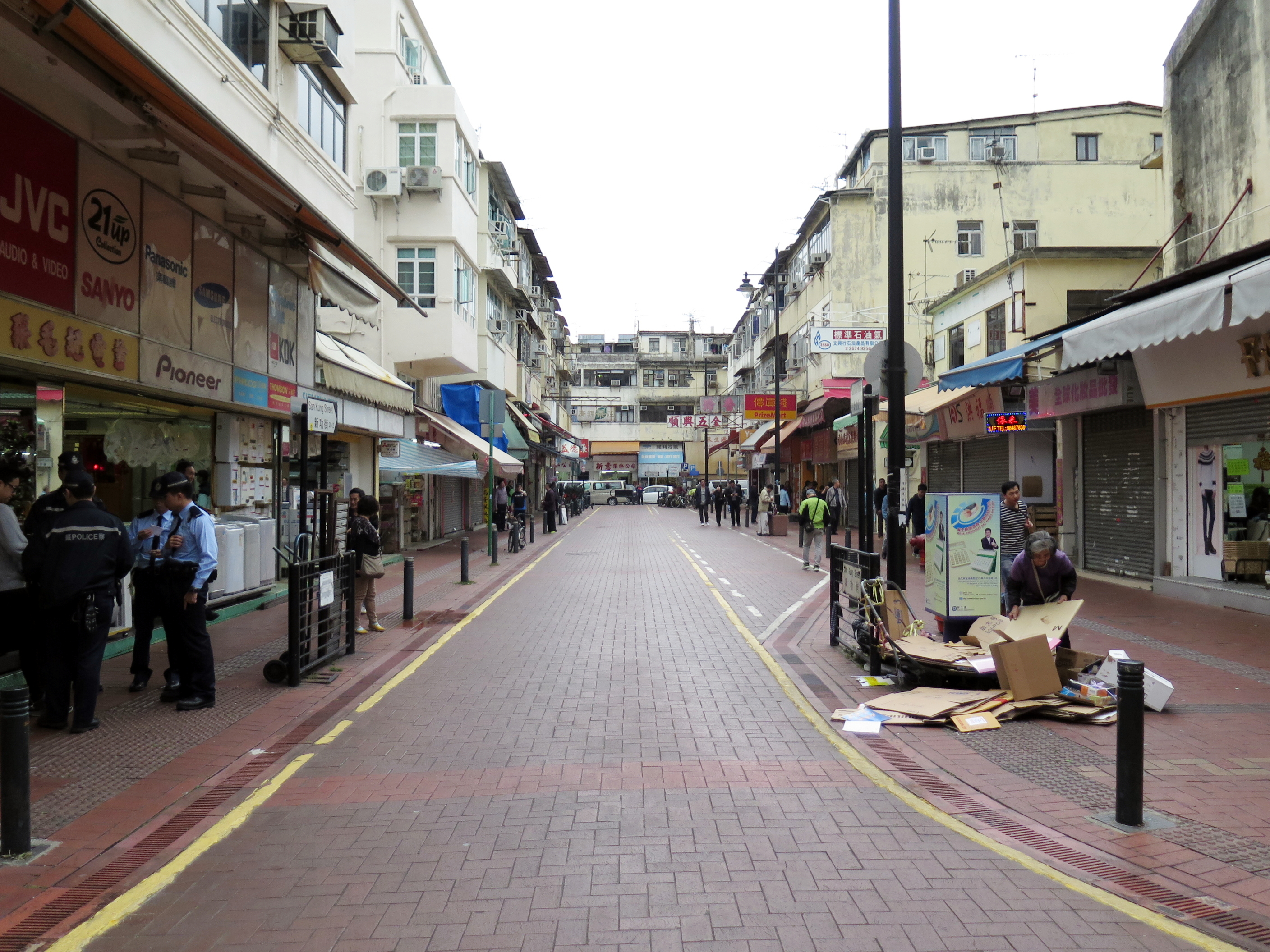
新功街兩旁水貨店關門，氣氛冷清，有警察上前進行截查疑似示威者

平日篋來篋往的上水石湖墟的新康街、新功街、新勤街及巷仔街等地，在示威當天出奇地冷清，只得兩間水貨店營業，其餘均未見營業，樓上水貨店同樣關門。有附近商戶估計水貨店是為了避免衝突而休息。有記者拍攝，並問到會否怕市民反水貨活動影響生意時，水貨店職員滿口粗言喝罵記者，並以手上銀紙拍打攝影師鏡頭，趕記者離開。而石湖墟及上水廣場有警察巡邏戒備，並上前進行截查疑似示威者。

## 爭議事件

### 屯門公園唱歌老年人 被誤當水客被打
一名平時會到屯門公園唱歌的權伯，被眾人誤以為水貨客，拉扯其物品及手推車，最後遭推撞倒地，他說只是到公園玩音樂，形容其音響器材在「暴亂」中損毀，感到受侮辱。

### 拖篋買書兩母女被示威者包圍疑引年幼女兒哭
示威者下午在屯門一度包圍拖篋買書兩母女惡言辱罵，女童疑受驚哭起來，緊抱母親不放，女童母親被迫將行李打開，也有香港市民上前安慰女童。事件引來全城關注及讉責。但有網民認為該女兒哭有很多可能性，不應只怪責示威者。辱駡母女的蒙面男子和「四眼男」先後被警方拘捕。
網民揭發指罵拖篋母女的47歲「四眼男」在天水圍新北江商場經營一家電器維修店舖。周一3月9日，有多名香港市民到其店舖怒斥其辱罵無辜路人的行為。其後「四眼男」於3月10日主動現身道歉，解釋當時只是恰巧經過，有感而發才上前幫口指摘對方。唯一日後他涉嫌在公眾地方行為不檢而被警方拘捕。但根據現場消息，「四眼男」並非「恰巧經過」，而是曾與其他示威者一起，先後到上水與屯門等地區參與反水貨客活動，而在屯門其他場合，也指罵路過的拖篋者。3月11日被捕的其中一名陳姓中年男子，就是該「四眼男」。

### 示威者宣稱被拘捕後曾被警員襲擊
三名被告包括兩名16歲的男中學生及一名21歲女大學生都宣稱曾被警員襲擊，其中一名16歲男中學生拍攝短片，講述事件經過。他宣稱：自己當天被補後，在警車上被警員拳打腳踢，警員更把他摔在地上，用腳踩他的頭。翌日數名CID警員帶他到一個房間問話，進了房間以後警方立即要求男學生跪低，他拒絕後警員就一掌打向他的背脊令他跪下。他反問為何要打他，警察就回應指示威者嚇到小女孩也哭了，人神共憤。
該名男中学生的描述如下：警員一再恐嚇該名男中学生，威脅會打他的私人部位，打到他打橫出去，威迫他立即替手機解鎖。男學生被嚇哭後於無奈之下替手機解鎖，警員檢查其facebook參與之各個群組，並詢問某個群組的管理員是誰。其後警方前往他的家意圖進行搜查，但因為其母親和弟弟堅拒讓警察進入後撤退。律師表示，警方有權將被捕者的手機視為證物並沒收，但被捕者沒有義務替手機解鎖，也無義務交出facebook的密碼。

## 迴響

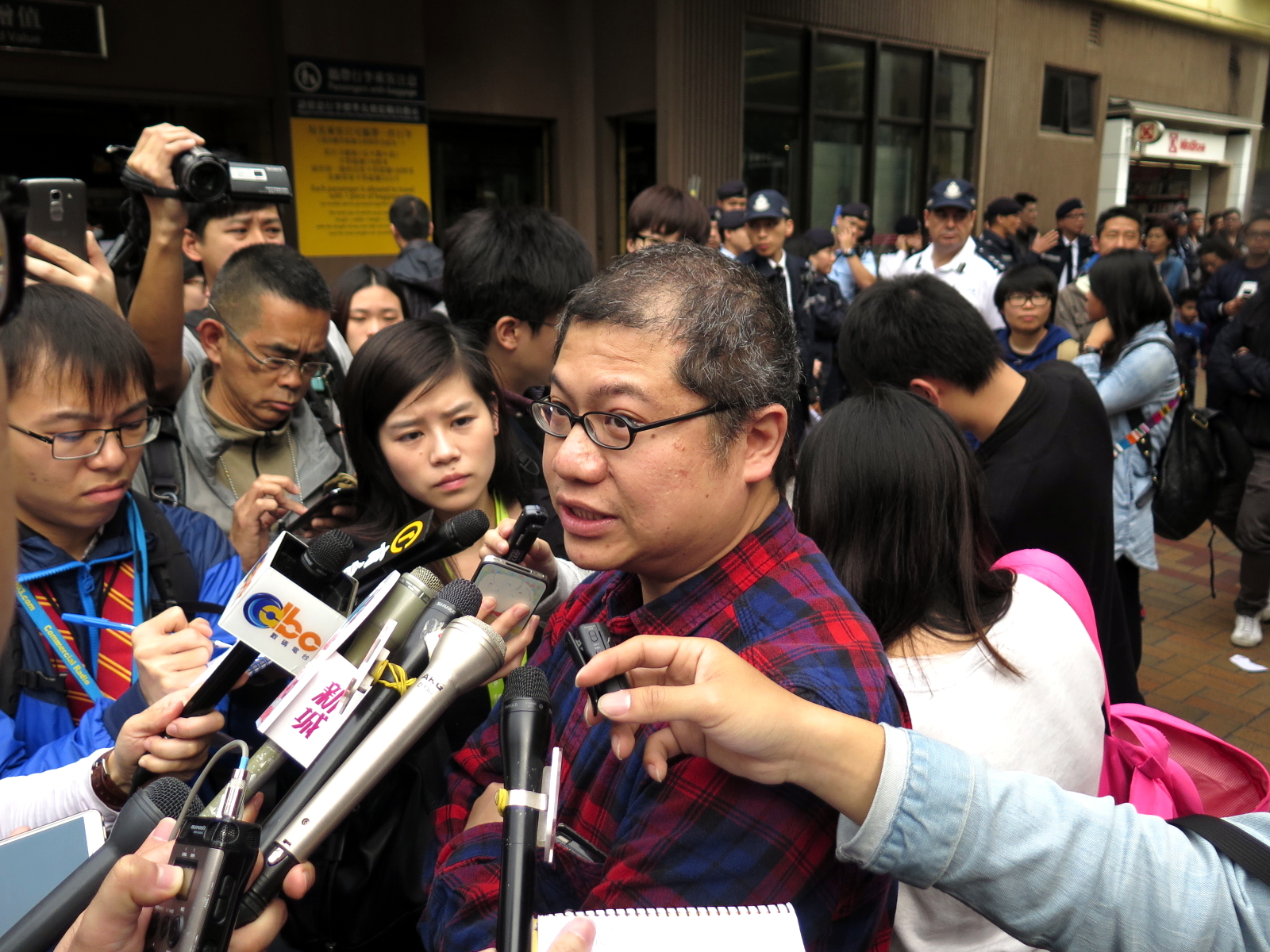
北區水貨客關注組發言人梁金成現身上水站外，他認為今次事件絕對是浪費警力

- 北區水貨客關注組發言人梁金成現身上水站外，他認為今次事件絕對是浪費警力，「如果CY可以在兩會解決一簽多行問題，就不會出現今次光復行動。」[28]
- 示威者批評發起人多次轉移遊行地點，令人無所適從，因有人稱到屯門，亦有指要到荃灣，加上現場人數「唔夠人」，記者及警員甚至較示威者人數更多，認為徒勞無功。[29]
- 城大公共政策學系高級特任講師張楚勇認為，連續多個星期有市民到不同地點參與反水貨客行動，問題癥結在於部份市民不滿香港政府在政制或自由行問題上沒有實權，一切要聽中央指示，港人的意見卻不被接納，結果積累怨氣，惟有透過攻擊來港內地人發洩。若市民與政府和中央的矛盾一直無法解決，問題也會持續。但同時指參與相關行動的示威者行動會唔會有反效果出現。[30]
- 屯門區議員、香港律師會前會長何君堯在電台節目上，批評示威者行徑令人髮指，指示威者對來港旅客做出滋擾及人身攻擊，已屬刑事罪行，當局應作出嚴懲。
- 保安局局長黎棟國高調召開記者會，形容反水貨客示威者辱罵路人及阻止巴士開車等行為近乎「暴徒」，超越法律底線，市民不會認同，故對相關行動予以最嚴厲譴責，強調警方會依法全面追究責任。[31]
- 保安局前局長李少光回應香港水貨客問題時舉澳門為例，指澳門與內地部門合作，並沒有水貨客為患，澳門較香港細小可以接受到，籲港學習澳門。他認為示威者的行為「反文明」，並且打爛很多人飯碗，反問示威者的父母有否從事零售或旅遊業。其言論引起澳門網民批評，有網民上載短片，力證當地水貨客問題嚴重。[32]
- 港區人大代表鄭耀棠批評反水貨客示威，是一種港獨思潮氾濫，必須警惕，不能讓它如雪球滾大，正如極端組織伊斯蘭國發展一樣。[33]

## 相關參見
- 上水站
- 光復上水站
- 光復屯門
- 捍衛沙田
- 光復元朗
- 港澳個人遊
- 香港城邦自治
- 香港獨立運動
- 光復東涌